# Quinta do Covelo

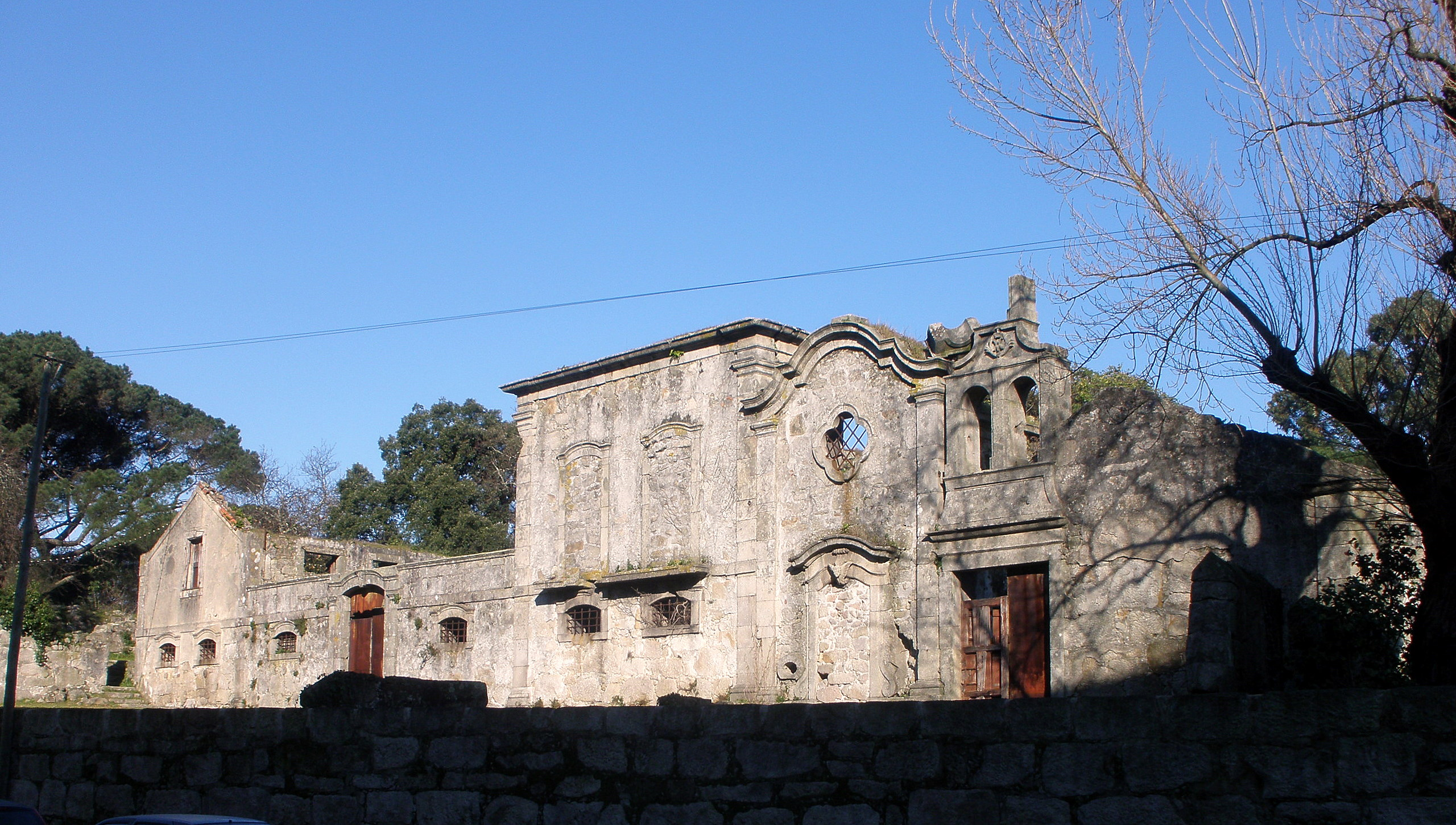
Casa e capela da Quinta do Covelo, em ruínas desde os conflitos do Cerco do Porto.

A Quinta do Covelo é um espaço verde, com cerca de 8 hectares, localizada na zona norte da cidade do Porto, localizado na freguesia de Paranhos e delimitado pelas ruas Faria Guimarães, Bolama, rua e travessa do Monte de São João e parte da rua de Álvaro de Castelões.
Situa-se no meio de uma zona residencial antiga, bastante próxima de saída da VCI/IC23/A20. Também diversas carreiras de autocarros da STCP, a servem e, duas estações da Metro do Porto da Linha D (Hospital de S. João - Santo Ovídio), Marquês e Combatentes.

## Caracterização
A entrada na Quinta pela rua de Faria Guimarães, feita por uma escadaria íngreme e delapidada, dá acesso directo a um cerro coberto por vegetação autóctone de grande valor: carvalhos-alvarinhos, sobreiros, pinheiros-mansos e pinheiros-bravos.
Na zona baixa da Quinta, a nascente, situa-se a antiga casa senhorial e alonga-se um caminho calcetado e rectilíneo, com bancos e passeios arborizados. De um dos lados do caminho, e fazendo um suave declive, há um extenso relvado plantado com numerosas árvores jovens que compõem um bonito conjunto; do lado oposto, estufas e viveiros pertencentes à Câmara Municipal do Porto (CMP) que preenchiam inteiramente os antigos campos agrícolas, foram requalificados, existindo agora uma área integralmente vocacionada para os mais novos (parque infantil), inaugurado em maio de 2009.

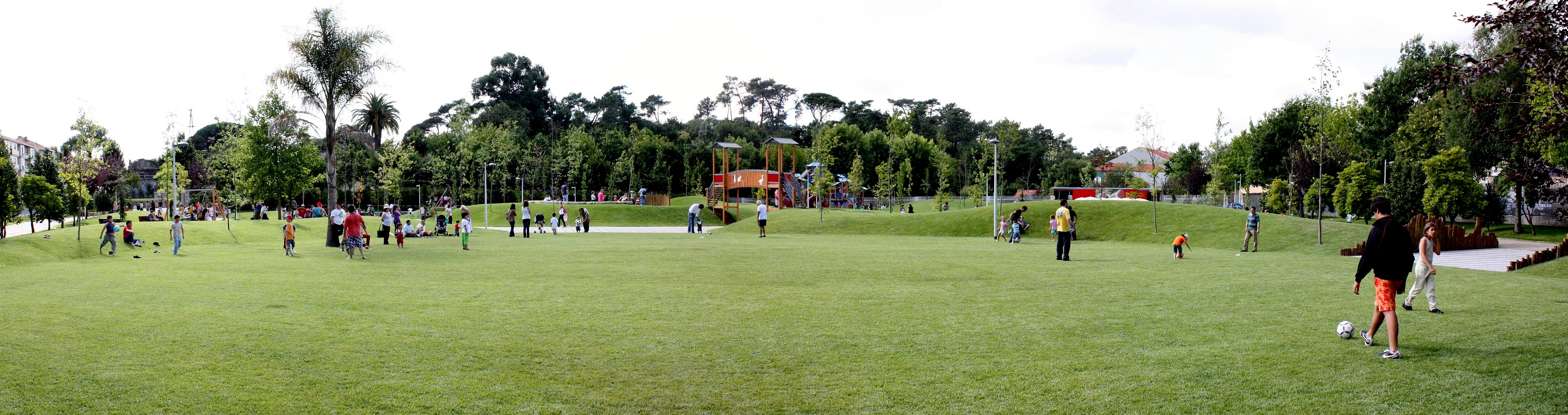
Quinta do Covelo: parque infantil.

## História
A antiga Quinta de Paranhos foi doada à CMP e ao Ministério da Saúde, por testamento, com o impedimento de indivisibilidade e para edificação hospitalar de tuberculosos.
Neste momento os proprietários são a CMP (55%) e o Estado Português através do Ministério da Saúde (45%) sendo que desde 1983 que a CMP procura um acordo com o Governo que permita a transferência dos 45% da quinta para o Município, sem êxito.
Tendo o Ministério da Saúde prescindido de aí construir o referido equipamento hospitalar, a CMP com o consentimento da Administração Central, gere actualmente a totalidade do espaço com actividades lúdicas, de educação ambiental, uma estufa de produção/abrigo de plantas de interior/exterior e a manutenção de uma área de usufruto para descanso e recreio.
Em 1987/88 a quinta foi recuperada a partir dum projecto do arquitecto Castro Calapes.
Com o patrocínio do Dr. Virgílio Moreira, iniciaram-se na década de 90 várias actividades com recurso às ludotecas e destinadas à animação de crianças.
Foi palco de inúmeros eventos, nomeadamente eventos universitários e estudantís mas, dada a agitação e vivacidade desses eventos e de, a população residente em seu redor, ser maioritariamente idosa, um pedido feito à Junta de Freguesia de Paranhos, fez com que esses eventos foram transferidos de sítio, nomeadamente para o Parque da Cidade do Porto.
Em meados de 2009 estava já concluída a demolição do muro de pedra que delimita a quinta, que foi substituído por uma vedação metálica, permitindo a visibilidade de quem passa nas ruas circundantes para o interior do parque. À área das antigas estufas municipais foi também requalificada, existindo agora um parque infantil.